# Nihon Ryōiki
Das Nihon Ryōiki (jap. 日本霊異記, dt. „Aufzeichnungen über Wunder in Japan“), auch Nihon Reiiki, mit vollem Titel: Nippon-koku Gembōzenaku-Ryō-i-ki (日本國現報善悪霊異記, „Aufzeichnungen über Wunder sichtbar-gegenwärtiger Vergeltung des Guten und Bösen im Lande Japan“), ist der älteste erhaltene Text der japanischen setsuwa bungaku. Der buddhistische Kleriker Kyōkai (auch: Keikai) stellte das Werk in der frühen Heian-Zeit zusammen und vollendete es vor 822. Das Nihon Ryōiki enthält 116 frühbuddhistische Legenden und ist im klassischen Kanbun geschrieben; Hermann Bohner übersetzte es unter dem Titel Legenden aus der Frühzeit des japanischen Buddhismus ins Deutsche.

## Inhalt
Das Nihon Ryōiki besteht aus drei Faszikeln („Büchern“), die im Wesentlichen chronologisch gegliedert sind.
Wiewohl in chinesischen Zeichen und demgemäßer Diktion verfasst, wird es das erste Werk der sogenannten setsuwa-bungaku genannt, zunächst mündlich überlieferter, dann in schöner Form aufgeschriebener „Erzählungen“ (vgl. fabula in ursprünglicher Bedeutung: kurze Erzählung mit lehrender, unterrichtender, erbauender Absicht). Nicht nur Buddhistisches, zumal buddhistische Berichterstattung, ist hier auf einem Höhepunkt, sondern auch jenes andere, von Konfuzius schwer zu Trennende: das ausgesprochen Chinesische, chinesische Schrift und Diktion, chinesisches hsüeh-wen (學交, „Wissen; Bildung“). Der Kenner der Mahayana-Sutras liest aus dem im Nihon Ryōiki Zitierten eine ganze Welt.

## Titel
Der Titel fasst wie in einer Summa zusammen, was das Werk will. Da die einzelnen Schriftzeichen des Titels sprachlich so locker zueinander gefügt sind, dass die verschiedensten Lesarten denkbar, ja gleichzeitig miteinander gesetzt sind, so ist ein Übersetzen des Titels kaum möglich. Auszugehen ist vom letzten Zeichen ki (記, „Bericht[e]; Schrift“, auch im Sinn unseres „über; von“). Das zentrale Zeichen ist das davorstehende i (異, „anders, verschieden“): Erzählt wird von der Welt des totaliter aliter, des „Ganz-Anders“, des Wundersamen; gegeben werden Berichte von Wundersamem, Ganz-Anderem bzw. wundersame Berichte. Das Zeichen ryō (霊, „Geist[er]“) spezialisiert dies. Es sind Berichte von Erweisungen aus jener so ganz anderen, dem Menschen sonst verschlossenen Geisterwelt. Die mittleren Zeichen des Titels weisen auf das Inhaltliche dieser Erweisungen hin: Das zentrale Erlebnis ist das inga-Erlebnis, gembō (現報, „sichtbar-gegenwärtige Vergeltung“). Das will sagen: Es gibt eine Vergeltung, und sie zeigt sich und wird erlebt, zunächst in dieser Existenz; aber auch von der späteren Existenz her geschehen Kundgebungen in diese gegenwärtige Existenz, zen-aku (善悪, „gut-böse“), „im Guten wie im Bösen“ – was jedoch auch auf die folgenden Zeichen bezogen werden mag. Die ersten Zeichen Nippon-koku (日本國) bekunden, dass das Werk genuin japanisch ist und im „Land Japan“ spielt.

## Verfasserschaft und Entstehungszeit
Es ist wenig, was wir von Kyōkai wissen, und das meiste, wenn nicht alles, wissen wir durch ihn selbst. Nirgends erfahren wir mehr über Kyōkai als in der 38. Erzählung des 3. Bandes seines Werkes. Wie erwachend schweift die Erinnerung nochmals über die mitdurchlebte Zeitgeschichte und wendet sich dann, in einem zweiten Teil, dem eigenen Leben des Verfassers zu; was ihn diese lange Zeit über beschäftigte, strömt heraus; auch die Motive, die ihn zu dem Werk bewegten, kommen hervor: Vorbei ist die Jugend, das Alter naht. Und dann? Im Traum (7. Jahr Enryaku, 788) sieht Kyōkais Seele in typischer okkulter Weise den eigenen Leichnam brennen. Aber gerade hier zeigt sich der rechte Mensch Kyōkai: Er flucht nicht darob dem Himmel, er schilt nicht die Menschen; er klopft an seine eigene Brust. Jetzt erst erkennt er völlig an, dass dies die Ernte der eigenen Saat ist, des eigenen Karma (因課, inga); er bereut, tut Buße, wendet sich einem völlig Neuen zu, tut Gutes (修善, shūzen). Schon vordem ist er mit dem heiligen Wort in Berührung gekommen, aber jetzt entfaltet sich in ihm der große Eifer; er studiert die Sutras, er erlangt jene erstaunliche Schriftkenntnis, die das Nihon Ryōiki zeigt. Kyōkai residierte zur Zeit der Abfassung im Yakushiji in Nara, deswegen wird ihm die Zugehörigkeit zur Hossō zugeschrieben.
Das Werk entstand in einer Übergangszeit, als die beiden japanischen Silbenalphabete gerade erst entwickelt wurden, jedoch war die Vorstufe der man'yōgana durchaus verbreitet. Es ist jedoch in reinem Sino-Japanisch, dem sogenannten Kanbun geschrieben.
Ekisai Kariya (狩谷 掖齋; 1775–1835), der Zusammensteller des großen Sammelwerkes japanischer Literatur, des Gunsho Ruijū, hatte, nach seinen Quellen urteilend, das Werk in die Kōnin-Jahre 810–823 verlegt. Im ersten Teil der Vorrede zu III wird ausdrücklich das 6. Jahr Enryaku (787) genannt. Von mehrjähriger Zusammenstellung, wohl zwischen 786 und 805, ist auszugehen. Aller Wahrscheinlichkeit nach hat Kyōkai bis in die späten Kōnin-Jahre gelebt und während dieser Jahre sein Werk abgeschlossen.

## Manuskripte
Überkommen sind vier Manuskripte des Ryōiki, jedoch ist keines vollständig.
1. Das Kofukuji-Manuskript ist das älteste und genaueste (das erste Faszikel datiert von 904); es wurde 1934 erstmals verlegt.
2. Das Shimpukuchi-Manuskript (眞福時) des zweiten und dritten Faszikels datiert aus der Kamakura-Zeit und ist weniger korrumpiert als die folgenden.
3. Das Maeda-Manuskript des dritten Faszikels datiert von 1236 und wurde 1883 entdeckt. Eine fotostatische Ausgabe wurde 1931 gedruckt. Geschrieben am 3. Tag des 3. Monats im 2. Jahre Katei (1236) von (dem Kleriker) Zen’e (禪惠). Nur hier findet sich der erste (zehnzeilige) Abschnitt zum Vorwort des dritten Faszikels, um dessen Authentizität ein reger Gelehrtenstreit ausgebrochen ist.
4. Das Koyā- oder Sanmaiin-Manuskript datiert von 1214. Zwar enthielt es alle drei Faszikel, ist jedoch unvollständig: Das Original ist etwa 1930/40 verloren gegangen.